# Susan Johnson (évêque)
Pour les articles homonymes, voir Johnson et Susan Johnson.
Susan Johnson est l'évêque national de l'Église évangélique luthérienne au Canada depuis 2007. Elle est la première femme à occuper cette fonction. Avant son ordination à l'épiscopat, elle est l'assistante de l'évêque du synode de l'Est du Canada. De 2001 à 2005, elle est la vice-présidente de l'Église. Elle est consacrée par des évêques luthériens et anglicans à Winnipeg en 2007.